# مجاعة الشام (1915)

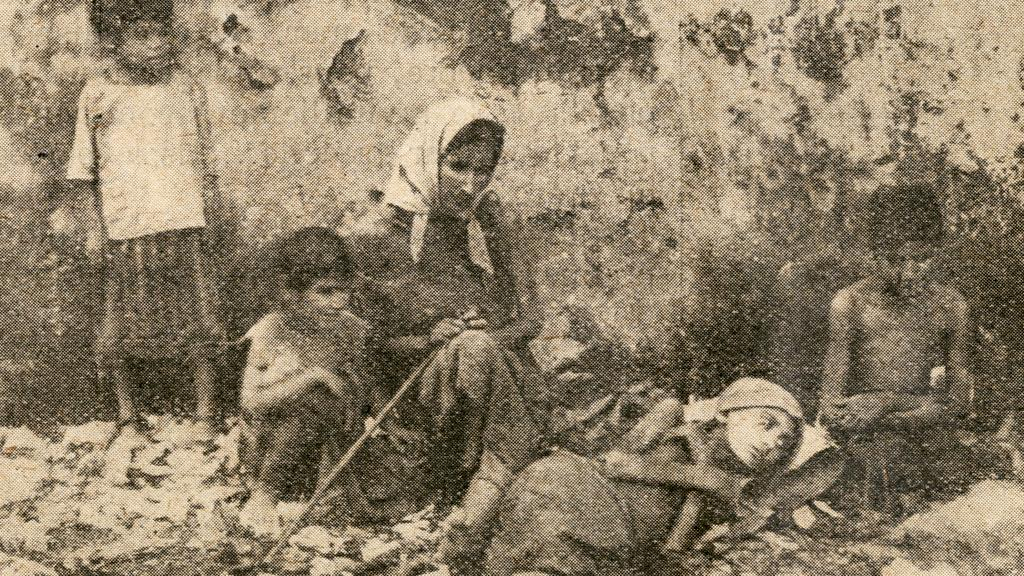
عائلة لبنانية في مجاعة 1917

مجاعة 1915، التي ضربت مناطق واسعة من سوريا العثمانية، تشمل ولاية سورية، وولاية حلب، وولاية بيروت، ومتصرفية جبل لبنان، خلال الحرب العالمية الأولى، مدعومة بإهمال جمال باشا السفّاح الحاكم العسكري على سوريا، بنتيجة مصادرة المحاصيل والأملاك لخدمة المجهود الحربي، وهروب الشباب من الأراضي الزراعية في الريف إلى المغترب هربًا من التجنيد الإجباري، وظهور أسراب الجراد «حتى غطت أسرابها قرص الشمس». اوراح ضحيتها «لقي عشرات الآلاف حتفهم جوعًا، وفي حلب وحدها لقي 60-80 ألفًا حتفهم بالمجاعة»، أما في جبل لبنان فمات ثلث السكان بالمجاعة.

## في سوريا
تجاوز النقص في الإنتاج الزراعي أكثر من 25 بالمئة، في موسم1914 ــــ 1915م وحده، هذا عدا عن مصادرة المواد الغذائية، وخاصة القمح، لإطعام الجيش، فأخذت أسعاره ترتفع بشكل كبير، وزادت معه أسعار جميع السلع الأخرى وزاد من سوء الأحوال هجوم الجراد على أجزاء واسعة من سورية، في إبريل/ نيسان سنة 1915م، حيث أكلت أسراب الجراد المحاصيل، وقضت على كل الزرع، ولم تشهد سورية مثيلا ً لتلك الأعداد من الجراد منذ أربعين سنة سابقة لذلك التاريخ، وقد حطت أسرابها على بيروت ودمشق وحلب ودير الزور وأضنة[1] ولم تبدأ سنة 1916 إلا وقد عم الجوع سورية، بعد أن قضى الحر الذي شهدته تلك السنة على ما تبقى من زرع نجا من الجراد. وتزامنت تلك العوامل الجوية والإدارية التي اتبعها جمال باشا والتي أدت إلى تلك المجاعة، مع قيام السفن الحربية العائدة لفرنسا وانكلترا بمحاصرة شواطئ سورية وفلسطين ولبنان، لتمنع دخول الإمدادات والمؤن بكافة أشكالها إلى القوات العثمانية فانعكست آثار ذلك الحصار الغاشم على الشعب السوري، حتى سميت تلك السنة بـ«سنة الجوع».

## في لبنان
مات حوالي 200000 شخص بسبب المجاعة في الوقت الذي كان فيه عدد سكان جبل لبنان يقدّر بـ 400000 نسمة. تسببت المجاعة في جبل لبنان في أعلى معدل إماتة في فترة الحرب العالمية الأولى. كانت الجثث مكدسة في الشوارع، وقيل أن الناس كانوا يأكلون حيوانات الشوارع، بينما لجأ البعض إلى أكل لحوم البشر. تم إنشاء مطابخ للحساء ولكن كان لها تأثير ضئيل في التقليل من السكان الجائعين. قامت الجالية اللبنانية في مصر بتمويل شحن الإمدادات الغذائية إلى البر الرئيسي اللبناني عبر جزيرة أرواد التي تواجه الساحل السوري إلى شمال طرابلس. تم تسليم هذه المؤن إلى البطريكية المارونية التي وزعتها على الجماهير من خلال رهبانها.